# 123 Brunilda
Brunilda (asteroide 123) é um asteroide da cintura principal com um diâmetro de 47,97 quilómetros, a 2,3661017 UA. Possui uma excentricidade de 0,1218106 e um período orbital de 1 615,33 dias (4,42 anos).
Brunilda tem uma velocidade orbital média de 18,14555089 km/s e uma inclinação de 6,42781º.
Este asteroide foi descoberto em 31 de julho de 1872 por Christian Peters.
Este asteroide recebeu este nome em homenagem à personagem Brunilda da mitologia nórdica.